# ثيودوريانا
ثيودوريانا (Θεοδώριανα) هي مدينة في أرتا في مقاطعة كينتريكي إلادا في اليونان.
يبلغ عدد سكانها حوالي 941 نسمة.